# Rezeptorpotential
Das Rezeptorpotential (lateinisch receptor ‚Aufnehmer‘, ‚Empfänger‘ und lateinisch potentialis ‚nach Vermögen‘, ‚tätig wirkend‘) oder auch Generatorpotential ist die Änderung des Membranpotentials der Rezeptorzelle auf einen Reiz, die graduell erfolgt und über die Amplitude der Potentialänderung charakterisiert ist.
Die von dem Rezeptor aufgenommene und anschließend im Rezeptorpotential befindende Information wird in Aktionspotentiale umgewandelt und an das Zentralnervensystem übermittelt. Dort kommt es zur Informationsfortleitung über Salven von Aktionspotentialen.
Einige Autoren unterscheiden zwischen Rezeptorpotential und Generatorpotential. Eine Depolarisation in der Membran einer primären Sinneszelle wird Generatorpotential genannt, ein Rezeptorpotential wird hingegen in der Membran einer sekundären Sinneszelle hervorgerufen.

## Entstehung des Rezeptorpotentials
Das Rezeptorpotential entsteht meist durch Öffnen oder Schließen von Ionenkanälen in der Rezeptorzelle, die eine Änderung des Membranpotentials zur Folge haben. Dies kann mechanisch erfolgen wie z. B. bei Haarsinneszellen im Innenohr oder über Signalkaskaden wie z. B. bei der Photorezeption im Auge.